# 온라인 게임의 역사
온라인 게임은 컴퓨터 망을 통해 플레이되는 비디오 게임이다. 이러한 게임의 진화는 컴퓨터와 컴퓨터 네트워킹의 진화와 병행하여 새로운 기술이 원격 서버에서 비디오 게임을 플레이하는 데 필요한 필수 기능을 향상시켰다. 많은 비디오 게임에는 온라인 구성 요소가 있어 플레이어가 전 세계 네트워크를 통해 다른 플레이어와 경쟁하거나 협동하여 플레이할 수 있다.

## 기술의 배경
최초의 비디오 및 컴퓨터 게임인 NIMROD (1951), OXO (1952), 스페이스워! (1962)는 단일 컴퓨터에 앉은 한두 명의 플레이어를 위한 것이었으며, 이 컴퓨터는 게임을 플레이하는 데만 사용되었다. 이후 1960년대에 컴퓨터는 여러 사용자가 동시에 컴퓨터를 공유할 수 있도록 시분할 시스템을 지원하기 시작했다. 단말기 시스템이 만들어져 사용자가 컴퓨터가 있는 방과 다른 방에서 컴퓨터를 조작할 수 있게 되었다. 곧이어 모뎀 연결은 이 범위를 더욱 확장하여 사용자가 컴퓨터와 같은 건물에 있을 필요가 없도록 했다. 단말기는 다이얼업 또는 전용 전화선을 통해 호스트 컴퓨터에 연결할 수 있었다. 원격 접근이 증가함에 따라 호스트 기반 게임이 만들어졌는데, 원격 시스템의 사용자가 중앙 컴퓨터에 연결하여 싱글 플레이어 게임을 플레이하고, 곧이어 다인용 게임을 플레이했다.
이후 1970년대에 패킷 기반 컴퓨터 네트워킹 기술이 발전하기 시작했다. 1973년에서 1975년 사이에 Xerox PARC는 이더넷을 기반으로 하는 근거리 통신망을 개발했다. 또한, 광역 통신망인 아파넷은 1969년의 기반에서 더욱 발전하여 1983년 1월 1일 인터넷의 탄생으로 이어졌다. 이러한 근거리 통신망과 광역 통신망은 게임이 네트워크 패킷을 생성하고 수신하는 네트워크 게임을 가능하게 했다. 근거리 통신망이나 인터넷을 통해 위치한 시스템은 P2P 또는 클라이언트-서버 모델로 서로 게임을 실행할 수 있었다.

## 플라토
1960년대, 릭 블룸은 플라토에서 스페이스워!를 2인용 게임으로 구현했다.
1970년대 초, 일리노이 대학교와 컨트롤 데이터 코퍼레이션이 개발한 PLATO 시분할 시스템은 여러 장소의 학생들이 컴퓨터 지원 교육을 위한 가장 초기 시스템 중 하나에서 온라인 수업을 이용할 수 있도록 했다. 1972년, 새로운 그래픽 기능을 갖춘 PLATO IV 단말기가 도입되었고, 학생들은 이 시스템을 사용하여 다인용 게임을 만들기 시작했다. 1978년에는 PLATO에 다인용 대화형 그래픽 던전 탐험 게임, 공중전(Airfight), 탱크 전투, 우주 전투(Empire 및 Spasim)가 포함되었으며, 플레이어 간 메시징, 영구 게임 캐릭터, 최소 32명의 동시 플레이어를 위한 팀 플레이와 같은 기능이 있었다.

## 네트워크 호스트 기반 시스템
아파넷 및 JANET와 같은 초기 네트워크 시스템의 주요 목표는 하나의 호스트 컴퓨터(또는 나중에 터미널 서버에)에 연결된 "덤(dumb)" 텍스트 기반 단말기 사용자가 다른 호스트 컴퓨터의 프로그램을 대화식으로 사용할 수 있도록 하는 것이었다. 이는 텔넷과 같은 프로그램을 사용하여 여러 다른 위치의 사용자가 해당 시스템의 게임에 접근할 수 있음을 의미했다.
초기 호스트 기반 게임 대부분은 싱글 플레이어 게임이었고, 주로 대학에서 시작되고 플레이되었다. 상당수는 DEC-20 메인프레임에서 작성되었는데, 이는 대학 시장에서 이 메인프레임이 강력한 존재감을 가지고 있었기 때문이다. 디 오리건 트레일 (1971), 콜로설 케이브 어드벤처 (1976), 스타 트렉 (1972)과 같은 게임들은 매우 인기가 많았으며, 여러 명의 학생들이 각자 자신의 게임을 동시에 플레이하며 시스템을 다른 사용자와 공유했다.
그러나 결국, 네트워크 컴퓨터에서 다인용 호스트 기반 게임이 개발되기 시작했다. 이 중 가장 중요한 것 중 하나는 MUD (1978)로, 이는 하나의 장르를 탄생시키고 공유 세계 디자인 개념의 개발에 큰 영향을 미쳤으며, MMORPG의 진화에 형성적인 영향을 미쳤다. 1984년, MAD가 BITNET에 데뷔했다. 이것은 전 세계 컴퓨터 네트워크에서 완전히 접근 가능한 최초의 MUD였다. 2년 동안 BITNET 사이트의 10%가 이 게임에 연결되었다. 1988년에는 MUDA라는 또 다른 BITNET MUD가 등장했다. 이 게임은 실행되던 컴퓨터가 단종되면서 5년 동안 지속되었다.
1973년 여름, NASA의 에임스 연구 센터에서 고등학생 여름 인턴들이 Imlac PDS-1 컴퓨터를 사용하여 Maze War를 처음 작성했다. 저자들은 두 대의 IMLAC 컴퓨터를 직렬 케이블로 연결하여 2인용 기능을 추가했다. "덤 터미널"과 달리 두 대의 컴퓨터가 사용되었으므로, 포맷된 프로토콜 패킷을 사용하여 서로 정보를 전송할 수 있었고, 따라서 이것은 최초의 P2P 컴퓨터 비디오 게임으로 간주될 수 있다. 이것은 또한 최초의 1인칭 슈팅 게임이라고 불릴 수도 있다.
1983년, 게리 타롤리는 실리콘 그래픽스 워크스테이션 컴퓨터용 비행 시뮬레이터 데모 프로그램을 작성했다. 1984년, 11년 전 NASA의 메이즈워(Mazewar)에서 IMLAC과 마찬가지로 두 대의 기계를 직렬 케이블로 연결하여 네트워킹 기능이 추가되었다. 다음으로, XNS 지원이 추가되어, 제록스 버전의 메이즈워(Mazewar)와 마찬가지로 여러 스테이션이 이더넷을 통해 플레이할 수 있게 되었다. 1986년, UDP 지원이 추가되었고(포트 5130), SGI Dogfight는 인터넷 프로토콜 스위트를 사용한 최초의 게임이 되었다. 그러나 사용된 패킷은 브로드캐스트 패킷이었고, 이는 게임이 단일 네트워크 세그먼트에 한정된다는 것을 의미했다. 즉, 라우터를 넘을 수 없었고, 따라서 인터넷을 통해 플레이할 수 없었다. 1989년경, IP 멀티캐스트 기능이 추가되었고, 게임은 멀티캐스트 접근이 가능하다는 가정 하에(이는 상당히 드물었다) 인터넷의 호환 가능한 모든 호스트 간에 플레이할 수 있게 되었다. 멀티캐스트 주소는 224.0.1.2로, 이는 VMTP 프로토콜(224.0.1.0)과 네트워크 타임 프로토콜(224.0.1.1)만이 먼저 할당받은 주소였으므로, 세 번째 멀티캐스트 애플리케이션(그리고 최초의 게임)이 주소 할당을 받은 것이 된다.

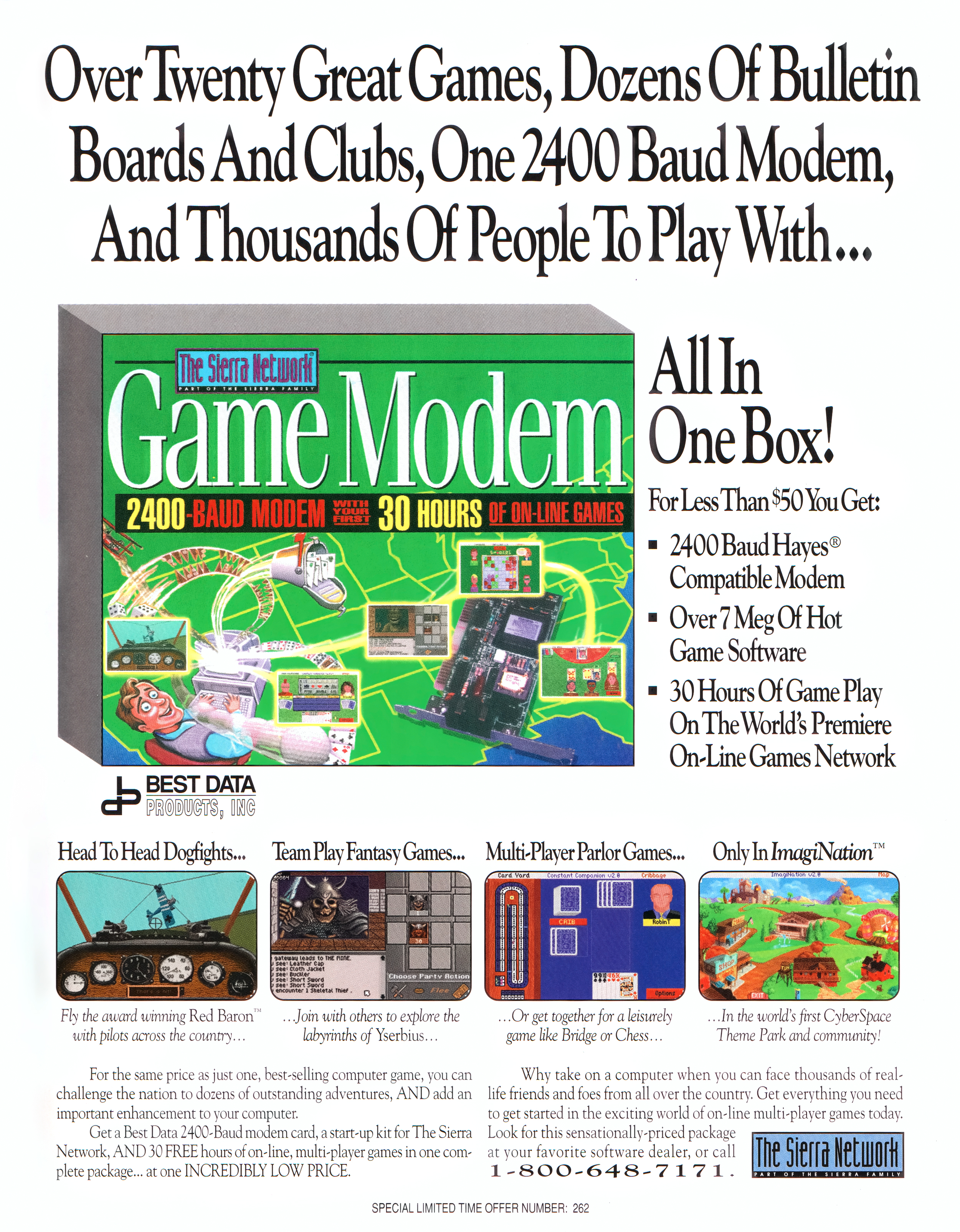
시에라 네트워크 스타터 키트 잡지 광고로, 2400 보 모뎀과 함께 체험 구독을 제공한다.

1989년, 시에라 온-라인은 The Sierra Network를 출시했으며, 1991년까지 미국 전역에 완전히 배포했다. MS-DOS 기반 플랫폼으로서, 온라인 게임 전용 최초의 구독 서비스라는 점에서 획기적이었다. 이 서비스는 사용자 정의 가능한 아바타를 특징으로 하며 월정액으로 다양한 게임을 제공하여 현대 온라인 게임 커뮤니티의 선례를 세웠다.
1993년 5월, 세가 재팬은 아케이드 OutRunners의 온라인 버전을 시연하여 최대 8명의 플레이어가 일본의 두 도시에서 게임을 플레이할 수 있도록 했다. 이는 NTT가 운영하는 종합 정보 통신망 (ISDN)을 통해 도쿄도와 오사카시에 연결된 두 개의 개별 OutRunner 4인용 캐비닛으로 시연된 최초의 온라인 아케이드 게임이었다. 세가는 1993년 7월 일본 출시 계획을 발표했다. 한 달 뒤인 1993년 6월, AT&T는 세가 아메리카와 함께 세가 제네시스용 유사한 온라인 콘솔 게임 시스템을 도입할 계획을 발표했다.

## X 윈도 시스템 게임
1986년에 MIT와 DEC는 게임 개발 측면에서 두 가지 중요한 기능을 제공하는 X 윈도 시스템을 출시했다. 첫째, 인터넷에 연결된 워크스테이션 컴퓨터를 위한 널리 배포된 그래픽 시스템을 제공했다. 벨 연구소의 BLIT, SGI의 IRIS GL, 카네기 멜런의 Andrew Project, Sun의 NeWS를 포함하여 여러 워크스테이션 그래픽 시스템이 존재했지만, X는 시간이 지남에 따라 거의 모든 워크스테이션 제조업체의 시스템에서 사용 가능해지면서 플랫폼 간 지배력을 확보했으며, MIT에서 유래했기 때문에 학술 분야에서 특히 강력했다. 인터넷 게임은 주로 대학생들이 작성했기 때문에 이는 매우 중요했다.
둘째, X는 컴퓨터를 신 클라이언트로 사용하는 기능을 가지고 있었는데, 이는 개인 워크스테이션이 사용자가 서버 컴퓨터에 앉아있는 것처럼 훨씬 강력한 서버 컴퓨터에서 실제로 실행되는 프로그램을 사용할 수 있도록 했다. VNC와 같은 원격 제어 프로그램이 유사한 기능을 제공하지만, X는 이를 운영 체제 수준에 통합하여 이러한 후기 솔루션보다 훨씬 더 긴밀하게 통합된 기능을 제공한다. 여러 서버에서 실행되는 여러 애플리케이션이 개별 창을 표시할 수 있다. 예를 들어, 한 서버에서 실행되는 워드 프로세서는 두세 개의 창을 열 수 있고, 워크스테이션 자체에서 실행되는 메일 리더와 또 다른 서버에서 실행되는 게임은 각각 자신의 창을 표시할 수 있으며, 모든 애플리케이션은 네이티브 그래픽 호출을 사용한다.
이는 1986년 여름부터 게임을 실행하는 빠른 호스트 컴퓨터에 의존하고 X 디스플레이 창을 "던지는" 방식으로 개발되기 시작한 게임들이 나타났다는 것을 의미하며, 개인 워크스테이션 컴퓨터를 사용하여 게임을 원격으로 표시하고 사용자 입력을 받았다. X는 여러 네트워킹 시스템을 사용할 수 있으므로, 원격 X 디스플레이를 기반으로 하는 게임은 인터넷 전용 게임이 아니다. 이 게임들은 DECnet 및 기타 비TCP/IP 네트워크 스택을 통해서도 플레이할 수 있다.

### X트렉
이러한 원격 디스플레이 게임 중 첫 번째는 Xtrek이었다. PLATO 시스템 게임인 Empire를 기반으로 한 Xtrek은 스타 트렉 세계관을 배경으로 하는 2D 다인용 우주 전투 게임이다. 이 게임은 인터넷을 통해 플레이할 수 있었는데, 아마도 X 버전의 Maze War보다 몇 달 앞서서 이를 가능하게 한 최초의 그래픽 게임일 것이다. 그러나 중요한 점은 게임 자체는 네트워크를 사용하고 있다는 것을 알지 못했다는 것이다. 어떤 면에서는 프로그램이 단일 컴퓨터에서만 실행되고 X 윈도 시스템에 대해 알고 있었으며, 윈도 시스템이 네트워킹을 담당했기 때문에 이는 호스트 기반 게임이었다. 본질적으로 하나의 컴퓨터가 여러 화면에 표시되는 방식이었다.

### 완전 네트워크 인식 게임
반면 X 버전의 메이즈 워(Maze War)는 P2P 방식이었고 네트워크를 직접 사용했으며, 게임 내 각 컴퓨터에서 프로그램 복사본이 실행되는 방식이었다. 서버에서 단일 복사본만 실행되는 방식이 아니었다. Netrek (원래 Xtrek II라고 불렸다)은 Xtrek의 완전 네트워크 인식 클라이언트-서버 재작성이었다. 기타 원격 X 디스플레이 기반 게임으로는 xtank, xconq, xbattle 및 XPilot (1991)이 있다. 1989년 심슨 가핑클은 MIT의 프로젝트 아테나에서 "X-tank"와 "X-trek"과 같은 게임은 학생들이 다른 워크스테이션에서 탱크와 우주선을 조종하고, 마우스 버튼을 누르는 속도로 미사일을 발사하며, 그래픽 디스플레이에서 결과를 볼 수 있게 했다"고 보고했다. 관찰자들은 아테나 사용량의 최대 3분의 1이 게임용이었다고 추정했다.

## 상업용 시분할 서비스
시분할 기술이 발전하면서, 고가의 컴퓨터 시스템에 여유 용량이 있는 기업들이 그 용량을 판매하는 것이 실용적이 되었다. 1966년에 설립된 Tymshare와 같은 서비스 뷰로는 단일 컴퓨터의 시간을 여러 고객에게 판매하는 데 전념하며 생겨났다. 고객들은 일반적으로 자체 컴퓨터 시스템을 구매하고 관리할 필요나 돈이 없는 기업들이었다.
1979년, 두 시분할 회사인 The Source와 컴퓨서브는 개인 소비자와 소기업에 시스템 접근 권한을 판매하기 시작했다. 이는 온라인 서비스 제공자 시대의 시작이었다. 서비스 제공의 초기 초점은 사용자가 자신의 프로그램을 실행할 수 있는 기능이었지만, 시간이 지남에 따라 채팅, 전자 우편 및 BBS 및 게임과 같은 응용 프로그램이 시스템의 지배적인 용도가 되었다. 많은 사람들에게 이러한 서비스는 대학 및 기술 기업에서만 사용할 수 있었던 학술 및 상업 시스템보다 온라인 게임을 처음 접하게 된 계기가 되었다.
1984년에 컴퓨서브는 최초의 상업용 다중 사용자 온라인 롤플레잉 게임인 Islands of Kesmai를 선보였다. Islands of Kesmai는 화면에 스크롤되는 텍스트(ASCII 그래픽)를 사용하여 플레이어 위치의 지도를 그리고 움직임을 묘사하는 등, 인터페이스는 로그라이크로 간주된다. 어느 시점에는 그래픽 오버레이 인터페이스를 다운로드할 수 있게 되어 게임에 약간 더 화려한 외관을 더했다. 플레이 비용은 당시의 표준 컴퓨서브 연결 요금으로, 300 보 모뎀으로 시간당 6달러, 1200 보 모뎀으로는 12달러였다. 게임은 10초마다 하나의 명령을 처리했으며, 이는 명령당 12⁄3센트에 해당한다.
LINKS는 1986년 일본에서 MSX용으로 출시된 온라인 네트워크였다. 이 네트워크는 T&E 소프트의 다이바 닥터 아만도라와 슈퍼 레이독, 텔레넷 재팬의 걸리 블록, 보텍의 다이어스를 포함한 여러 그래픽 다인용 온라인 게임을 특징으로 했다. 또한 코나미의 A1 그랑프리 및 네트워크 랠리를 포함한 여러 다운로드 가능한 게임도 제공했다.
하비타트는 그래픽 기반의 대규모 상업용 가상 공동체에 대한 최초의 시도였다. 하비타트는 3D 환경이 아니었으며 몰입 기술을 통합하지 않았다. 이 게임은 현대 MMORPG의 선구자로 간주되며, 당시의 다른 온라인 커뮤니티(즉, 텍스트 기반 인터페이스를 가진 MUD 및 MOO)와는 상당히 달랐다. 하비타트는 GUI와 소비자 중심 사용자의 대규모 사용자 기반을 가지고 있었으며, 특히 이러한 요소들로 인해 자주 인용되는 프로젝트가 되었다. 하비타트가 1988년에 종료되었을 때, 규모는 축소되었지만 더 정교한 게임인 Club Caribe가 그 뒤를 이었다.
1987년, 닌텐도의 야마우치 히로시 사장은 일본의 패밀리 컴퓨터용 Family Computer Network System 개발을 위해 노무라 증권과 제휴했다. 닌텐도 개발 제이부의 우에무라 마사유키가 모뎀 하드웨어를 개발했고, 노무라 증권이 클라이언트 및 서버 소프트웨어와 정보 데이터베이스를 개발했다. 시스템을 위한 5개의 네트워크 지원 게임이 개발되었는데, 그 중에는 야마우치 사장이 가장 좋아하는 고전 게임인 바둑의 그래픽 경쟁 온라인 다중 사용자 버전도 포함되었다.
1987년에 Kesmai (Islands of Kesmai를 개발한 회사)는 GEnie에서 에어 워리어를 출시했다. 이 게임은 그래픽 비행 시뮬레이터/공중 전투 게임으로, 초기에는 와이어프레임 그래픽을 사용했으며 애플 매킨토시, 아타리 ST, 또는 코모도어 아미가 컴퓨터에서 실행할 수 있었다. 시간이 지남에 따라 에어 워리어는 델파이, CRIS, 컴퓨서브, 아메리카 온라인, Earthlink, GameStorm 및 CompuLink를 포함한 다른 온라인 서비스에 추가되었다. 시간이 지남에 따라 Kesmai는 게임의 많은 개선된 버전을 제작했다. 1997년에는 윈도우에서 매킨토시로의 백포팅이 인터넷에서 오픈 베타로 제공되었다. 1999년, Kesmai는 일렉트로닉 아츠에 인수되었고, 일렉트로닉 아츠가 직접 게임 서버를 운영하기 시작했다. 마지막 에어 워리어 서버는 2001년 12월 7일에 종료되었다.
1988년, Federation은 컴퓨넷에 데뷔했다. 이 게임은 먼 미래의 은하계의 성간 경제를 중심으로 한 텍스트 기반 온라인 게임이었다. 플레이어는 일련의 계급을 거쳐 올라가며, 각 계급에는 약간 더 보람 있고 흥미롭지만 어려운 직업이 붙어 있으며, 이는 자신의 "공작령"인 작은 태양계의 소유권으로 절정에 달한다. GEnie에서 얼마간 활동한 후, 1995년에 Federation은 AOL로 옮겼다. AOL은 1996년에 온라인 게임을 무료로 만들고 추가 요금을 없앴지만, 그 결과로 인한 부하 때문에 온라인 게임 제공을 완전히 중단했다. Federation의 제작사인 IBGames는 자체 웹사이트를 통해 게임 접근을 제공하기 시작했으며, 이는 아마도 온라인 서비스 제공자에서 벗어난 최초의 게임일 것이다. IBGames는 대부분의 플레이어가 2003년 속편인 Federation II로 전환한 후 2005년까지 게임을 운영했다.
1990년, 세가는 메가 드라이브 (제네시스) 비디오 게임 콘솔용 온라인 다중 사용자 게임 서비스인 세가 메가넷을 출시했다. 세가는 이후 콘솔을 위한 온라인 게임 서비스를 계속 제공했는데, 여기에는 세가 새턴용 Sega NetLink 서비스와 드림캐스트용 SegaNet 서비스가 포함된다. 1995년, 닌텐도는 St.GIGA와 제휴하여 일본에서만 슈퍼 패미컴용 위성 모뎀인 사테라뷰를 출시하여 콘솔에 온라인 다중 사용자 게임 기능을 제공했다. 1999년, 닌텐도는 일본에서만 닌텐도 64용 추가 장치인 64DD를 출시했는데, 이는 전자상거래, 온라인 게임 및 미디어 공유를 위한 현재는 없어진 전용 온라인 서비스를 통해 인터넷을 제공했다. 1990년대 후반에는 MMORPG가 폭발적으로 증가했는데, 여기에는 바람의 나라 (1996), 울티마 온라인 (1997), 리니지 (1998), 에버퀘스트 (1999) 등이 있다.
2000년에 소니는 플레이스테이션 2에 온라인 멀티플레이어를 도입했다. 이는 소니가 처음으로 온라인 멀티플레이어를 도입한 것이었으며, 이후 출시될 많은 주요 콘솔과 마찬가지로 업계의 표준이 될 것이다. 2001년에 닌텐도는 게임큐브에 브로드밴드 어댑터 및 모뎀 어댑터라는 추가 장치를 사용하여 온라인 멀티플레이어를 도입했다. 그러나 판매와 온라인 영향력 모두에서 당시 출시 예정이었던 엑스박스와 현재 현대 게임의 아이콘인 플레이스테이션 2와 경쟁에서 가장 뒤처졌다. 이후 2001년에 마이크로소프트는 엑스박스를 출시했는데, Xbox Live를 사용하여 콘솔에 온라인 멀티플레이어 및 기타 인터넷 기능을 제공했으며, 이후 콘솔인 엑스박스 360과 엑스박스 원에서도 계속해서 이를 제공했다. 2006년에 닌텐도는 Wii를 출시했는데, 이는 각각 닌텐도 Wi-Fi 커넥션과 WiiConnect24를 통해 온라인 멀티플레이어 게임 및 기타 인터넷 기능을 제공했다. 두 서비스는 2014년 5월 20일에 종료되었으며, 마리오 카트 Wii (2008)와 같이 해당 기능을 활용하는 모든 게임의 온라인 기능도 함께 종료되었다. Wii가 매장에 출시된 같은 해, 경쟁사인 소니는 업계 아이콘 라인에 새로운 콘솔인 플레이스테이션 3를 도입했는데, 이는 새로운 PlayStation Network (PSN)를 사용하여 시스템에 온라인 멀티플레이어 게임 및 기타 인터넷 기능을 제공했으며, 플레이스테이션 4와 같은 이후 콘솔에서도 계속해서 이를 제공했다. 2012년, 닌텐도는 차세대 콘솔인 Wii U와 휴대용 콘솔인 닌텐도 3DS에 죽어가는 닌텐도 Wi-Fi 커넥션을 계승하는 닌텐도 네트워크를 만들어 온라인 멀티플레이어 및 인터넷 기능을 계속해서 마이크로소프트의 Xbox Live 및 소니의 PlayStation Network와 경쟁하도록 했다. 닌텐도의 최신 콘솔인 닌텐도 스위치는 닌텐도 네트워크를 통해 온라인 플레이를 제공한다.

## 같이 보기
- 아케이드 비디오 게임의 역사
- 대규모 다중 사용자 온라인 게임의 역사
- 모바일 게임의 역사
- 비디오 게임의 역사
- 온라인 게임
- 다인용 비디오 게임